# Stylopisthos
Stylopisthos is een geslacht van hooiwagens uit de familie Gonyleptidae.
De wetenschappelijke naam Stylopisthos is voor het eerst geldig gepubliceerd door Roewer in 1930. 

## Soorten
Stylopisthos is monotypisch en omvat slechts de volgende soort:
- Stylopisthos laevibunus